# Spaniël

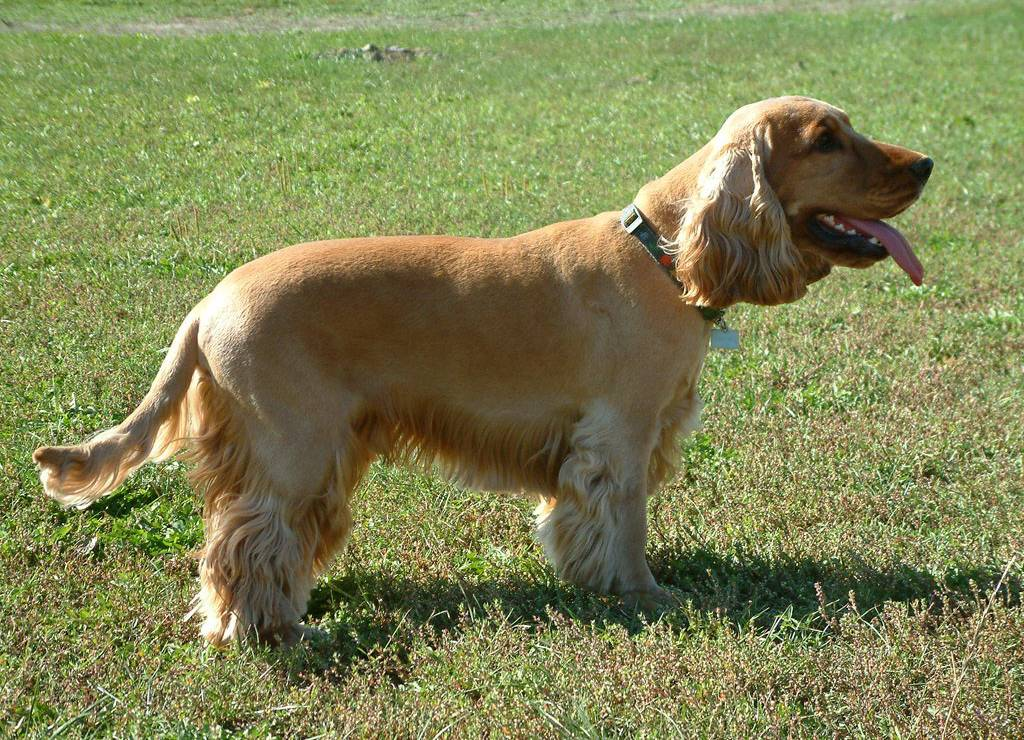
Engelse cockerspaniël

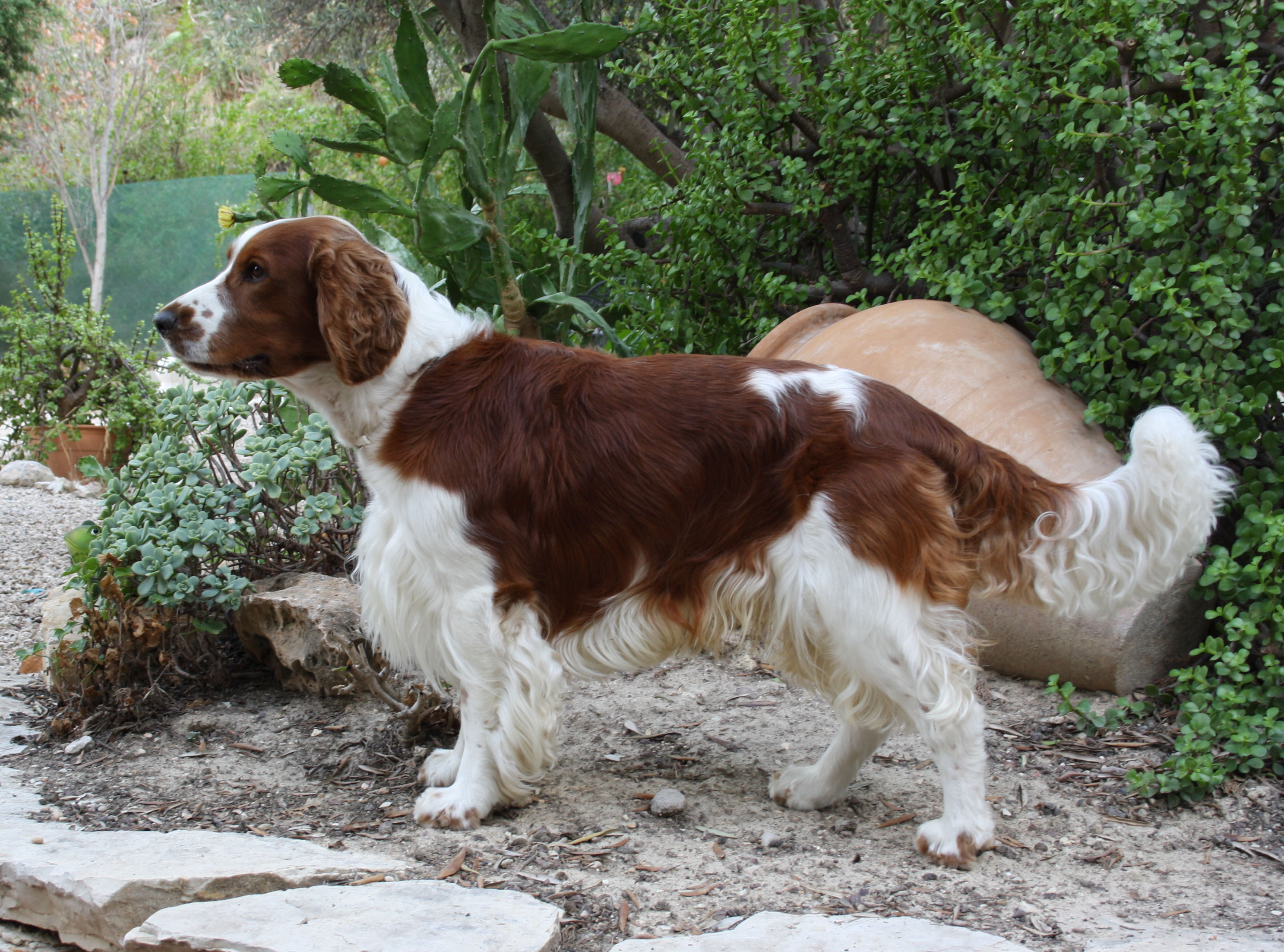
Welsh Springer Spaniel

Een spaniël is een groep van jachthonden, en meer specifiek vogelhonden. Spaniëls zijn over het algemeen kleine honden met hangende oren met het doel om te assisteren bij de jacht van gevogelte.
Enkele spaniëlrassen zijn:
- Amerikaanse cockerspaniël
- Amerikaanse waterspaniël
- Cavalier-kingcharlesspaniël
- Clumberspaniël
- Duitse spaniël
- Engelse cockerspaniël
- Engelse springerspaniël
- Épagneul français
- Fieldspaniël
- Ierse waterspaniël
- Japanse spaniël
- Kingcharlesspaniël
- Kooikerhondje
- Markiesje
- Drentsche patrijshond
- Stabij
- Sussex-spaniël
- Welshe springerspaniël